# Beni Suef
Beni Suef (arabiska: بني سويف, Bani Suwayf) är en stad längs Nilen i norra Egypten, cirka 11 mil söder om Kairo. Staden är administrativ huvudort för guvernementet Beni Suef, och folkmängden uppgår till cirka 250 000 invånare. Den är ett viktigt centrum för handel med jordbruksprodukter, och har även textilindustrier. Järnvägen går till Kairo och söderut längs Nilen, och en sidobana går till al-Fayyum.